# فليتينو
فليتينو، (بالإنجليزية: Filettino)‏، هي قرية و(بلدية) تقع على بعد حوالي 70 كيلومترًا (43 ميلًا) شرق روما، وحوالي 30 كيلومتراً (19 ميلًا) شمال فروزينوني. تقع فيليتينو على الحدود مع البلديات التالية: كانيسترو، كابيسترلو، كابادوكيا، كاستلافيومي، تشيفيتيلا روفيتو، جوارسينو، مورينو، تريفي نيل لاتسيو، فاليبيترا.

## السكان
في سنة 1871 بلغ عدد السكان 2٬670 نسمة، وتطور العدد ليصل في سنة 2011 لـ 551 نسمة.
يظهر هذا المخطط البياني تطور النمو السكاني لـ فليتينو

## أعلام
- رودولفو غراتسياني